# Нью-Брайтон (Крайстчерч)
Нью-Брайтон, Брайтон (англ. New Brighton) — прибрежный пригород Крайстчерча на Южном острове Новой Зеландии, расположенный в 8 километрах к востоку от городского центра.

## Наименование
Один из первых европейских поселенцев на территории современного пригорода, Уильям Фи (англ. William Fee), по-видимому спонтанно назвал пригород Нью-Брайтоном. Когда Уильям Бриттан, земельный инспектор (англ. Waste Lands Commissioner), в декабре 1860 года посетил поселение, Уильям Фи написал мелом на деревянной табличке: «Нью-Брайтон», якобы со ссылкой на другого поселенца, Стивена Брукера (англ. Stephen Brooker), который был родом из Нью-Брайтона в Англии. На языке маори эта территория называется Каиуау (маори Kaiuau, kai означает «еда, пища», а aua — желтоглазую кефаль) или О-Руапаероа (маори O-ruapaeroa), что в переводе с языка маори может означать «восточный ветер, дующий вдоль берега».
Пригород часто называют Брайтоном, что может ввести в заблуждение, так как неподалёку от Данидина существует посёлок с таким названием.

## Расположение
Пригород делится на три района, расположенные вдоль южного побережья залива Пегасус: Норт-Нью-Брайтон, Нью-Брайтон и Саут-Нью-Брайтон. Последний находится на северной оконечности узкого полуострова между заливом и эстуарием Эйвон-Хиткот. В 1990-е годы здесь был построен, а в 1997 году введён в эксплуатацию пирс длиной 300 метров.
Поначалу Нью-Брайтон представлял собой отдельную прибрежную деревушку, отделённую от остальных пригородов Крайстчерча болотами, окружающими реку Эйвон. Однако с расширением городской застройки, мелиорацией и осушением земель, Нью-Брайтон был поглощён Крайстчерчем.

## Развлечения

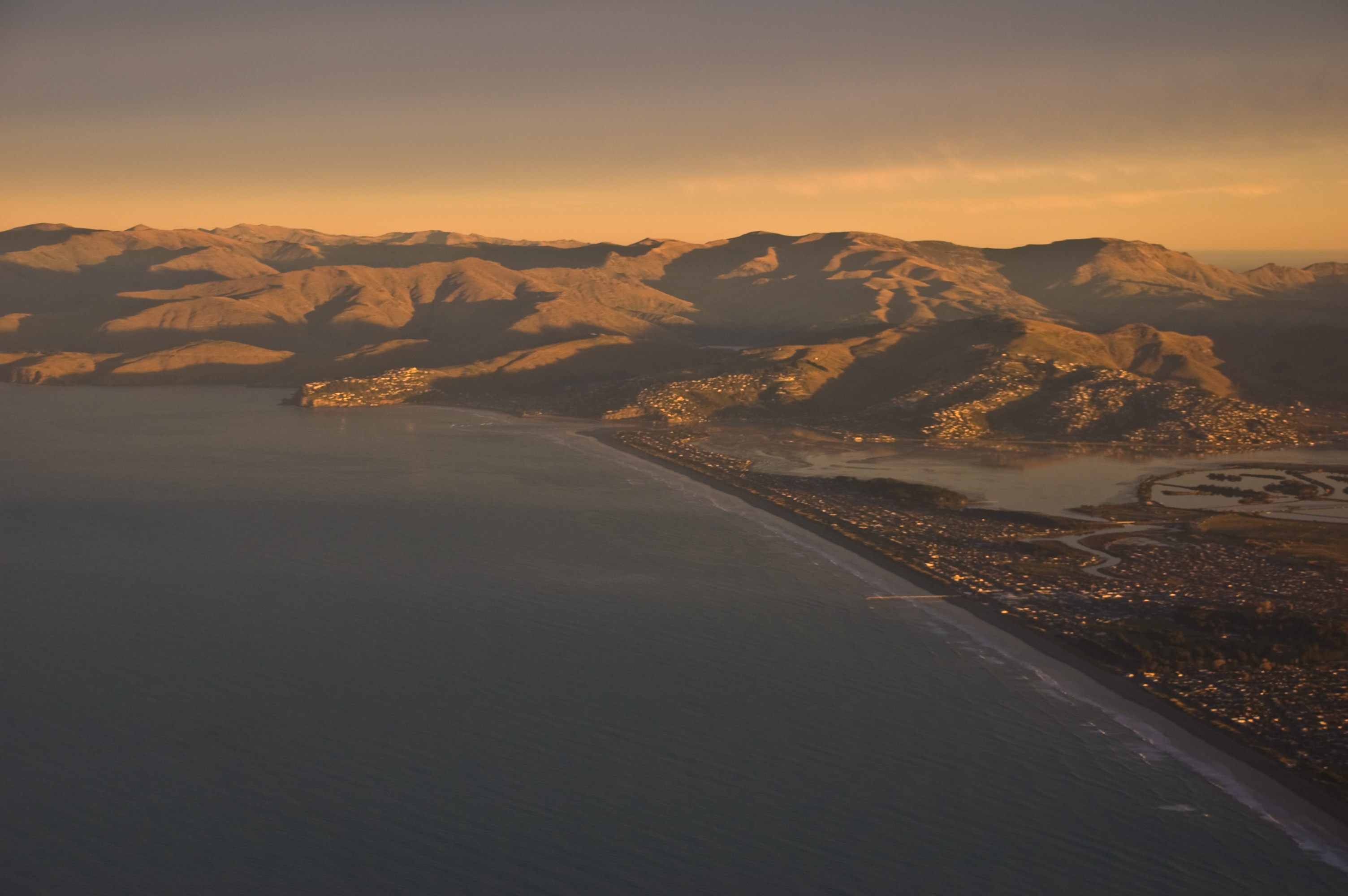
Вид на пляж Нью-Брайтона и Порт-Хиллс

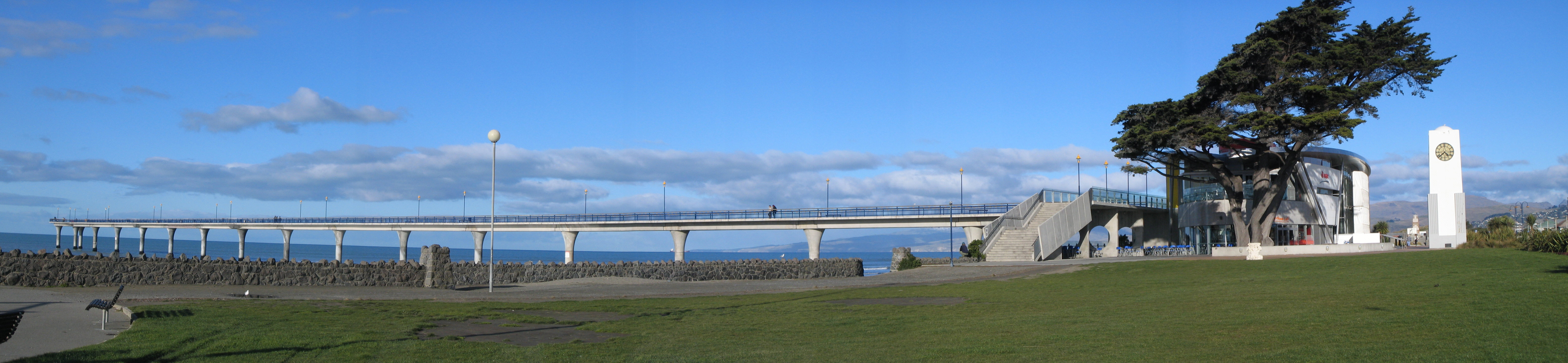
Пирс Нью-Брайтона, библиотека и часовая башня

По состоянию на начало 2014 года жители и гости Нью-Брайтона могли воспользоваться такими средствами отдыха и развлечений, как:
- песчаный пляж с хорошими условиями для сёрфинга, протяжённостью около 18 километров от устья реки Уаимакарири на севере до мыса в заливе Монкс на юге[11].
- плавательные зоны в районе пляжа[12].
- наблюдение за птицами в южной части пригорода, на мысе: веретенники, мигрирующие в этом районе, представляют собой интересный объект для наблюдений[13].
- прогулки на велосипедах и пешком, ориентирование, геокэшинг в обширном парке Батл-Лейк-Форест, примыкающем к северной оконечности пляжа, и на самом пляже.
- езда по бездорожью в северной части пляжной зоны (требуется разрешение).
- пирс и муниципальная библиотека в приливной полосе, в центральном Нью-Брайтоне.
- рестораны, художественные и сувенирные магазины.
- первый в Новой Зеландии сёрф-клуб со спасателями, основанный в 1910 году[14], Сёрф-клуб северного пляжа и Сёрф-клуб южного Нью-Брайтона.
- ярмарка в первую и третью субботу каждого месяца, которая проводится в пешеходной зоне Нью-Брайтон-Молла.
- Rawhiti Domain — совместное с городским Советом Крайстчерча[англ.] мероприятие по содержанию и обеспечению полей для гольфа, теннисных кортов, площадок для выгула собак, полей для игры в регби, крикет, нетбол, клуба лучников, общественного сада и детских игровых площадок.

## Субботние продажи
На протяжении нескольких десятилетий Нью-Брайтон был единственным местом в Новой Зеландии, где розничные магазины разрешено было открывать по субботам (но по понедельникам они должны были быть закрыты). Общенациональное разрешение на торговлю по субботам появилось в 1980-х годах, а затем ограничения на торговлю в выходные дни были полностью сняты.

## Общественный транспорт
С городским центром пригород связывает множество автобусных и троллейбусных маршрутов. На севере пригорода действуют трамвайная и троллейбусная линии. Основной транспортной компанией, оказывающей услуги общественных перевозок, является компания Metro.

## Протест после землетрясений в Крайстчерче
В декабре 2012 года жители пригорода выступили с протестом по поводу медленного ведения восстановительных работ после землетрясений, произошедших в сентябре 2010 года, а также в феврале и в июне 2011 года. В ходе акции в знак протеста около 80 человек обнажили нижнюю часть тела. Мэр Крайстчерча, Боб Паркер, в ответ на эту акцию сказал: 

Если они не думают, что мы прилагаем все усилия [для восстановления], хорошо, мы докажем им в ближайшие месяцы, что на самом деле они не правы. Но я просто подумал, что это очень творческий протест, с юмором, я не нахожу его оскорбительным. Я думаю, что у них был повод это сделать.Оригинальный текст (англ.)If they don't think we're working hard enough yet, well, we'll prove to them in the months ahead in fact they're wrong. But I just thought it was a very creative protest, a bit of fun, I didn't find it offensive. I think they had a point to make.— 